# Amanzio di Como
Sant'Amanzio di Como (IV secolo – Como, 8 aprile 450) è stato il terzo vescovo di Como, dopo Felice e Probino.

## Biografia
Una leggenda medievale lo vuole nato in Britannia (più precisamente a Canterbury, prima dell'abbandono della provincia da parte dell'imperatore Onorio nel 410), dignitario imperiale e, secondo alcune fonti, addirittura parente per parte di madre, forse nipote, di Teodosio II. La moderna storiografia considera con un certo scetticismo questa possibilità.
In realtà, come per sant'Eupilio, vescovo di Como nel VI secolo, riguardo alle origini dei vescovi sarebbero state date delle interpretazioni esagerate o per via di un culto extra-diocesano o per spirito di grandezza. Come Eupilio – nome connesso al locale lago di Pusiano, chiamato in latino Éupĭlis – fu immaginato dalla tradizione come originario o di Utica in Africa o di Utrecht in Olanda, sarebbe in realtà nativo del centro urbano altolariano di Montecchia (in latino Mons Utechia o Mons Techia), luogo di altri eventi significativi della storia ecclesiastica comense (martirio di san Fedele, scuola monastica di sant'Antonio di Lerino, ultima sede e luogo della morte di san Miro); così Amanzio, indicato dalle fonti più antiche come nato a Cantium, non sarebbe originario di Canterbury (anch'essa in latino ha nome Cantium) – da cui tutte le speculazioni su possibili collegamenti con la storia britannica e la ricerca di parentele illustri – ma di Canzo, paese in provincia di Como precocemente evangelizzato grazie alla facilità di accesso da Milano (faceva parte dell'unità missionaria di Incino, dove era presente già da tempi antichi il fonte battesimale).
Da un viaggio a Roma portò a Como alcune reliquie degli apostoli Pietro e Paolo e per esse fece edificare una nuova chiesa, circa 1000 metri fuori le mura, oltre il torrente Cosia, lungo la via Regina. La basilica servì da sede della cattedra vescovile sino al 1013, quando il vescovo Alberico, già cancelliere dell'imperatore Enrico II, la trasferì all'interno delle mura.
La antica Basilica dei Santi Pietro e Paolo venne, quindi, affidata ai monaci benedettini, i quali, fra il 1050 ed il 1095, riedificarono la chiesa in stile romanico, creando l'attuale Basilica di Sant'Abbondio, ormai dedicata al successore di Amanzio, Abbondio.  Le strutture della basilica paleocristiana, scoperte durante i lavori di restauro avviati nel 1863, sono ancor oggi segnate nel pavimento della chiesa con lastre di marmo scuro, chiaro in corrispondenza delle antiche aperture.
Amanzio morì nel 450, tradizionalmente viene riportata la data dell'8 aprile. Le sue reliquie, conservate a Como nella chiesa da lui costruita, il 2 luglio 1590 furono trasferite nella Chiesa del Gesù, della quale è patrono insieme con San Felice, il primo vescovo. Oggi le sue reliquie si trovano nella Basilica di San Fedele.
La Chiesa lo festeggia come santo l'8 aprile.